# Ensemble Philidor
Fondé à Tours en 1992 par le hautboïste Eric Baude, l'Ensemble Philidor est pendant les quinze premières années de son existence (1992-2007) un ensemble à vent sur instruments anciens qui reprend la tradition des ensembles à vent des XVIIe et XVIIIe siècles et qui s'est spécialisé dans un répertoire baroque et classique en grande partie inédit.

## Enregistrements
Initié par son directeur artistique, Eric Baude, un travail important de découvertes et de restitutions du répertoire pour ensemble à vent, en particulier français et d'Europe centrale, a permis à l'Ensemble Philidor de proposer des programmes originaux et d'enregistrer, en collaboration avec d'autres ensembles sur instruments anciens pour certains programmes, une quinzaine de CD dont des œuvres inédites de la dynastie Philidor (répertoire baroque), des partitas pour octuor à vent de Franz Krommer, la Missa Sancti Hyeronimi de Michael Haydn ou la musique pour ensemble à vent de W.A. Mozart dont La Gran partita (Diapason d'Or de l'année 2002), les duos pour cors, des sérénades et des divertimenti, des oeuvres pour vent de la collection du Château de Namest/Oslavou (Moravie) et de Kromeriz (collection des princes-archevêques d'Olomouc).

## Historique
De mai 2007 à juillet 2009, François Bazola en a assuré la direction artistique. Son activité dans le domaine de la voix comme chanteur ou comme chef, et sa passion pour les musiques "rares" a permis de développer et d'élargir les horizons artistiques de l'ensemble.
En août 2009, la direction artistique a été confiée à Daniele Latini, clarinettiste et musicien historique de l'Ensemble.
Depuis septembre 2012 la violoniste Mira Glodeanu reprend la direction de l'ensemble,.
L'Ensemble Philidor qui a été invité à se produire dans les plus grands festivals en France et dans le monde n'est plus en activité aujourd'hui .